# 85 Io
85 Io è un grande e scuro asteroide della Fascia principale. Molto probabilmente è un corpo primitivo composto da rocce carbonacee.
Come 70 Panopaea, Io orbita all'interno della famiglia di asteroidi Eunomia, ma quasi certamente non è imparentato con il corpo progenitore che, frantumandosi, ha dato origine a questa classe di pianetini.
Io fu scoperto da Christian Heinrich Friedrich Peters il 19 settembre 1865 dall'osservatorio dell'Hamilton College di Clinton (New York, USA); venne battezzato così in onore di Io, nella mitologia greca principessa di Argo e amante di Zeus.
I dati ricavati dall'occultazione stellare di Io del 10 dicembre 1995 indicarono un diametro di circa 178 chilometri.
Io è anche il nome di un satellite naturale di Giove.